# Robert II de Bassonville
Pour les articles homonymes, voir Robert II et Robert III.
Robert II de Bassonville (en italien : Roberto II di Bas(s)unvilla), né vers 1120 et mort en 1182, est un puissant baron du royaume de Sicile, comte de Conversano (1138–1182) et comte de Loritello (1154–1182). Il a cherché à monter sur le trône de Sicile.

## Biographie
Robert II de Bassonville est le fils de Robert Ier de Bassonville et de Judith, fille de Roger de Hauteville, 1er comte normand de Sicile, et d'Éremburge de Mortain. Son père est issu d'une famille originaire de Vassonville, près de Dieppe, en Normandie. Selon d'autres sources, la famille serait originaire de Basseneville, près de Caen.
Vers 1140, il devient comte de Conversano en Apulie. En 1154, il est nommé par le nouveau roi Guillaume Ier de Sicile (1154-1166), comte de Loritello (l'actuelle Rotello en Molise), sous le nom de Robert III de Loritello.
Au début du règne agité du roi Guillaume (surnommé « le Mauvais »), il complote et participe à la révolte de certains barons de la partie continentale du royaume sicilien, n'hésitant pas à chercher l'appui de l'empereur germanique Frédéric Barberousse, mais aussi de l'empereur byzantin Manuel Ier Comnène, ennemi des Normands de Sicile. Robert, ambitieux et avide d'honneurs, haïssant l'influent Maion de Bari, prend la tête de la rébellion, soutenu notamment par des membres de la famille royale comme Tancrède de Lecce et son frère Guillaume, neveux du roi, mais aussi par le comte Gilbert de Gravina, frère de la reine Marguerite. Mais en 1158, alors que Guillaume le Mauvais reprend la situation en main en chassant les troupes byzantines qui avaient envahi le sud de l'Italie, et en matant les barons rebelles, Robert de Bassonville doit s'exiler et se réfugier en Lombardie, sous la protection de Frédéric Barberousse. En 1161, il revient sur ses terres, profitant d'une nouvelle révolte qui a provoqué cette fois-ci l'assassinat de Maion de Bari (novembre 1160) et la capture du roi Guillaume et son emprisonnement (mars 1161). Mais le roi reprend une fois de plus le contrôle de son royaume et Robert doit de nouveau s'exiler en 1163.
En 1167, toujours en exil dans l'Empire germanique, il participe à la bataille de Monte Porzio opposant les troupes germaniques, commandées par Rainald von Dassel, aux troupes romaines qui seront anéanties.
En 1169, obtenant le pardon de la reine et régente Marguerite de Sicile, il est rétabli dans ses possessions.
Robert de Bassonville meurt le 15 septembre 1182 ; il est inhumé à Ruvo di Puglia près de Bari.
Il a probablement commandité la construction de la cathédrale de Ruvo di Puglia.

### Sources primaires
- Hugues Falcand, Histoire des Tyrans de Sicile (1154-1169).